# Adam František ze Schwarzenbergu
Adam František Karel Eusebius kníže ze Schwarzenbergu (25. září 1680 Linec – 11. června 1732 Brandýs nad Labem) byl rakouský a český šlechtic, úředník a politik monarchie, jeden z nejvýznamnějších příslušníků rodu Schwarzenbergů, první vévoda krumlovský z tohoto rodu, zakladatel schwarzenberského dominia v Českých zemích a iniciátor rozvoje lesnictví v jižních Čechách. V roce 1732 jej během tzv. Císařského honu smrtelně postřelil císař Karel VI.

## Život
Adam František se narodil roku 1680 jako druhorozený syn druhého knížete ze Schwarzenbergu Ferdinanda Viléma Eusebia a jeho manželky Marie Anny ze Sulzu. V době jeho narození již byly položeny základy schwarzenberského panství v jižních Čechách jeho dědem Janem Adolfem I. (koupě panství Třeboňského a Hlubockého), přičemž jeho otec v nákupech nových pozemků dále pokračoval. Ač druhorozený, po smrti svého staršího bratra Adolfa Ludvíka se stal jediným budoucím dědicem rodového panství.
V devíti letech odešel za výchovou a studii do Prahy. Po jejich dokončení absolvoval tradiční kavalírskou cestu po Evropě, jež vedla mimo jiné do Francie a Itálie. Své vzdělání a zkušenosti následně využil ve dvorských službách. Již roku 1694 se tak stal komořím římského císaře, českého a uherského krále Josefa I. (1678–1711) a v roce 1700 byl jmenován říšským dvorním radou. Mimo jiné se o dva roky později účastnil obléhání pevnosti Landau v Rýnské Falci. Po smrti Josefa I. se stal nejvyšším dvorním maršálkem jeho následovníka Karla VI. (1685–1740), jenž jej u příležitosti korunovace ve Frankfurtu vyznamenal za vynikající služby 29. března 1712 řádem zlatého rouna. Jeho dvorská kariéra za vlády Karla VI. pokračovala jmenováním tajným radou roku 1713 a konečně i nejvyšším štolbou v roce 1722.
Adam František se však mimo roli císařského úředníka plně věnoval rozvoji svého panství zvláště po připojení Krumlovského vévodství. Na svých državách podporoval především oblast lesnictví. Mimo to obnovil dolování stříbra v Ratibořských Horách a podporoval metalurgii ve Štýrsku. Do připojení vévodství roku 1719 došlo k nákupům následujících statků:
- Čechy – 1706 statek Němčice, 1707 Dobrš, 1709 Zborov a Ohrazení u Českých Budějovic, 1711 panství Protivín s Křešťovicemi, 1719 Bělá
- Rakousko – 1713 statek Hirschstetten na Moravském poli, 1716 nedokončený palác na Renwegu

### První vévoda krumlovský ze Schwarzenbergu
V době vlády Adama Františka došlo především k nečekanému rozšíření rodového panství, jež položilo samotný základ tzv. Schwarzenberského dominia. V roce 1719 totiž zemřela bezdětná Marie Arnoška z Eggenbergu, rozená ze Schwarzenbergu, 7. vévodkyně krumlovská. Marie Arnoštka byla vdovou po Janu Kristiánovi I. knížeti z Eggenbergu a vévodovi krumlovském, z jejichž manželství nevzešel žádný potomek. Po smrti Jana Kristiána I. tak Krumlovské vévodství přešlo na Eggenberskou větev ve Štýrsku, která však následně během několika let zcela nečekaně vymřela. Majetek po manželi se tak vrátil Marii Arnoštce, která, postrádajíc dědice, svá panství Český Krumlov, Vimperk, Netolice, Orlík, Chýnov a palác v Praze odkázala svému příbuznému, synovci Adamu Františkovi.
Následně, roku 1723 u příležitosti korunovace krále Karla VI. na českého krále v Praze, bylo krumlovské panství spolu s územím Prachatic, Volar, Netolic, Lhenic atd. opětovně povýšeno na Vévodství Krumlovské a Adam František se tak stal 8. vévodou krumlovským. Počínaje jeho osobou, tak měli všichni další držitelé panství Českého Krumlova z knížecího rodu Schwarzenbergů právo nosit titul Vévody krumlovského právě podle tohoto majestátu uděleného na den svatého Václava.

### Rodinný život
Dne 6. prosince 1701 se Adam František oženil s princeznou Eleonorou Amálií z Lobkovic. O pět let později se 25. prosince 1706 páru narodila dcera Marie Anna (provdaná roku 1721 za markraběte Ludvíka Jiřího Bádenského). Očekávaný mužský potomek a dědic však dlouho nepřicházel, přičemž mezi knížecím párem došlo k roztržce, která je na velmi dlouhou dobu odloučila. Na rozluku mělo zřejmě vliv i nevyplacení věna. Podle rodové tradice se v roce 1721 kníže setkal údajně naprostou náhodou se svou manželkou v chrámu sv. Víta v Praze před hrobem Jana Nepomuckého, kde se následně manželé smířili. Do roka se pak konečně narodil 15. prosince 1722 vytoužený dědic Josef Adam Jan Nepomuk. Od té doby je sv. Jan Nepomucký schwarzenberským rodem uctíván jako jeho zachránce a patron, přičemž od Josefa I. Adama nosí všichni mužští potomci rodu ve svém jméně i jméno Jana Nepomuckého. O jeho svatořečení se přičinil právě sám kníže Adam František.

### Císařský hon a smrt

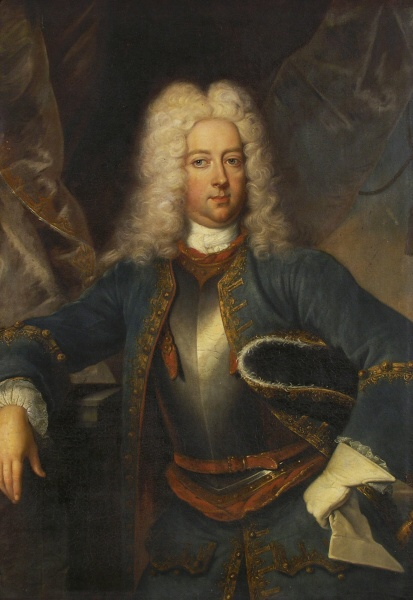
Portrét knížete Adama Františka

Koncem května roku 1732 se císař Karel VI. rozhodl po svém pobytu v lázních v západních Čechách vydat na knížecí dvůr do Českého Krumlova. Během cesty, která vedla přes hlavní město a na níž jej Adam František jako jeden z jeho nejbližších šlechticů a nejvyšší podkoní doprovázel, se celý dvůr odebral do Brandýsa nad Labem na lov jelenů. 10. června se císař zúčastnil nadháňky spolu s knížetem Adamem Františkem. Podle dobových pramenů došlo z neznámých důvodů k závažné chybě při rozestavění střelců, kdy se zúčastnění postavili přímo proti sobě. Když proto Karel VI. vystřelil na probíhajícího jelena, zasáhl knížete Adama Františka přímo do břicha. Kníže utrpěl vážná vnitřní zranění a okamžitě se odebral na brandýský zámek, kde v přítomnosti svého komorníka a několika služebných následujícího dne zemřel. Na smrtelné posteli pronesl:
| „                                    | Řekněte císaři, že před ním padám na kolena a prosím ho, aby se ujal mé ženy, dítěte, lidí i poddaných a neopouštěl je. Je to už rozhodnutí nebes, že jsem byl Jeho Veličenstvem střelen. Po mém příchodu do nebe budu prosit Boha, aby se mu dostalo nástupce a dlouhé vlády. Ať císař nemá tento můj osud Čechům za zlé. | “ |
| — Adam František na smrtelné posteli | |   |

Kníže byl pohřben ve schwarzenberské hrobce ve Vídni, jeho vnitřnosti v Třeboni a jeho srdce v tzv. Srdeční hrobce v kostele svatého Víta v Českém Krumlově. Jelikož bylo dědici Josefu I. Adamovi v době nečekané smrti Adama Františka necelých deset let, chopila se regentství nad dominiem Eleonora Amálie, které spravovala dalších 9 let až do své smrti.
| „                                                               | Toho pána celá česká země politovati mohla, neb jistě nám Čechům jako náš milý vlastenec náchylný byl. | “ |
| — pražský měšťan František Václav Felíř o smrti Adama Františka | |   |

## Rodina
Dne 13. prosinec[zdroj?] 1701 se ve Vídni oženil s Eleonorou Amálií z Lobkowicz (20. 6. 1682 Vídeň – 5. 5. 1741 Vídeň), nejstarší dcerou knížete Ferdinanda Augusta z Lobkowicz (7. 9. 1655 Neustadt an der Waldnaab – 3. 10. 1715 Roudnice nad Labem), vévody zaháňského, a jeho manželky (sňatek 17. 7. 1680 Baden) Marie Anny markraběnky Bádenské (8. 9. 1655 Baden – 22. 8. 1701 Cheb). Narodily se jim dvě děti (jeden syn a jedna dcera):
- 1. Marie Anna (1706–1755) 
  - ∞ (1721) Ludvík Jiří markrabě z Badenu
- (potrat 1709)
- 2. Josef I. Adam (25. 12. 1722 Vídeň – 17. 2. 1782 Vídeň), 9. vévoda krumlovský a 4. kníže ze Schwarzenbergu 
  - ∞ (22. 8. 1741 Bohosudov u Teplic) Marie Terezie z Lichtenštejna (28. 12. 1721 – 19. 1. 1753 Vídeň)

## Mecenášství

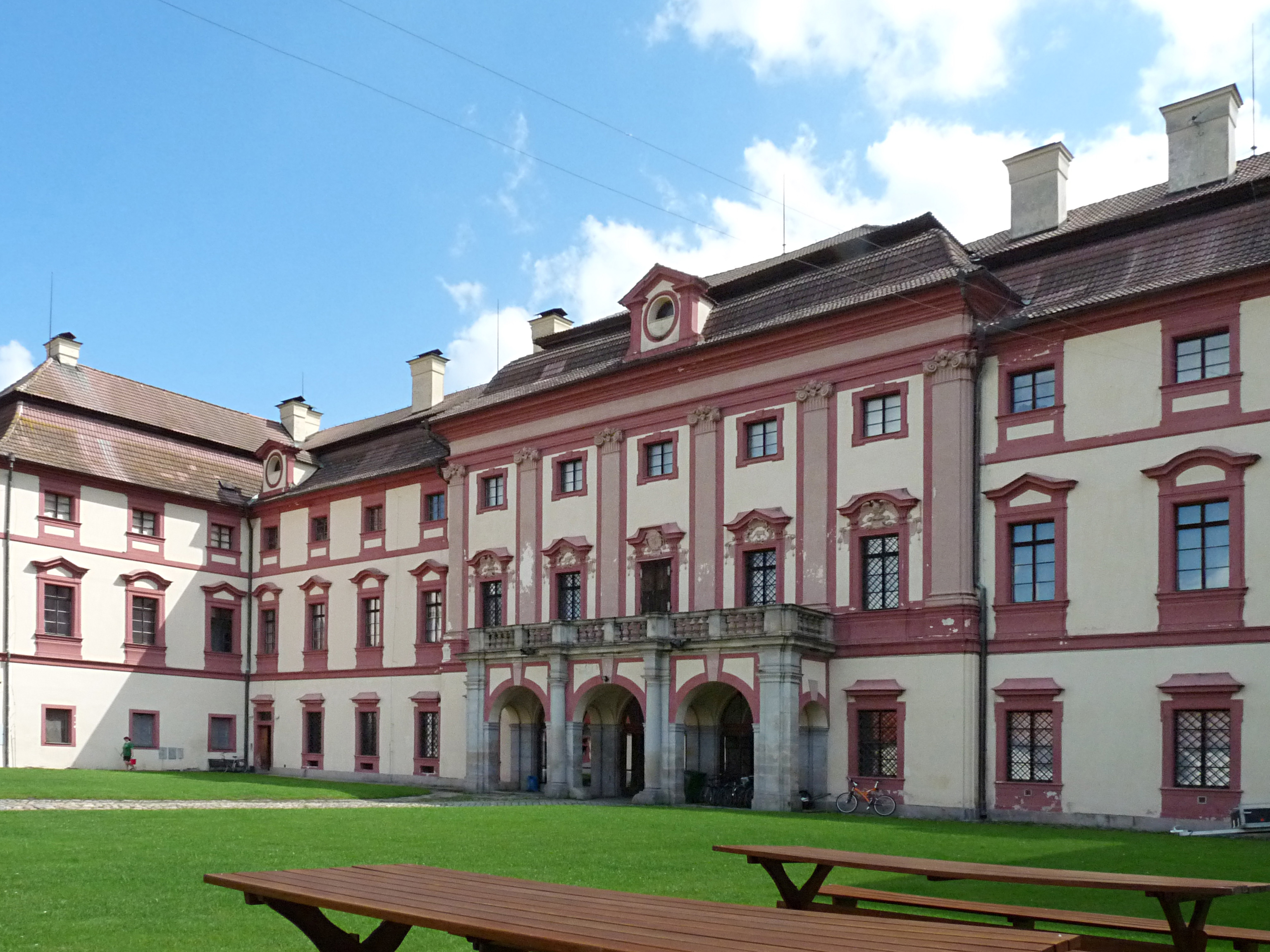
Zámek Ohrada, který Adam František nechal vystavět v barokním slohu

Adam František se proslavil jako mecenáš a sběratel. Shromažďoval nejenom umělecké předměty, ale například i relikvie spojené se sv. Janem Nepomuckým a na svém vévodském sídle v Českém Krumlově rozšířil knihovnu o nové sbírky.
Mezi architekty ve službách Adama Františka patřili Anton Erhard Martinelli nebo Pavel Ignác Bayer, a mezi malíře pak například Jiří Werle, Daniel Gran a Johann Georg de Hamilton.
Po vzoru doby položil základy knížecího a vévodského dvora v Českém Krumlově, který se v době vlády jeho nástupce vyrovnal i císařskému dvoru ve Vídni.

## Vývod z předků
|                                  |                                              |  |                      |                                                                       |  |  |  |  |  |  |  | Adolf ze Schwarzenbergu |
|                                  |                                              |  |                      |                                                                       |  |  |  |  |  |  |  |                         |
|                                  | Adam ze Schwarzenbergu                       |  |                      |                                                                       |  |  |  |  |  |  |  |                         |
|                                  |                                              |  |                      |                                                                       |  |  |  |  |  |  |  |                         |
|                                  |                                              |  |                      | Eliška Markéta Wolff-Metternichová                                    |  |  |  |  |  |  |  |                         |
|                                  |                                              |  |                      |                                                                       |  |  |  |  |  |  |  |                         |
|                                  | Jan Adolf I. ze Schwarzenbergu               |  |                      |                                                                       |  |  |  |  |  |  |  |                         |
|                                  |                                              |  |                      |                                                                       |  |  |  |  |  |  |  |                         |
|                                  |                                              |  |                      | Hartard von Palant, Herr zu Wiebelskirchen, Lindenberg und Wildenburg |  |  |  |  |  |  |  |                         |
|                                  |                                              |  |                      |                                                                       |  |  |  |  |  |  |  |                         |
|                                  | Markéta z Pallandtu                          |  |                      |                                                                       |  |  |  |  |  |  |  |                         |
|                                  |                                              |  |                      |                                                                       |  |  |  |  |  |  |  |                         |
|                                  |                                              |  |                      | Magdalena von Reiffenberg                                             |  |  |  |  |  |  |  |                         |
|                                  |                                              |  |                      |                                                                       |  |  |  |  |  |  |  |                         |
|                                  | Ferdinand Vilém Eusebius ze Schwarzenbergu   |  |                      |                                                                       |  |  |  |  |  |  |  |                         |
|                                  |                                              |  |                      |                                                                       |  |  |  |  |  |  |  |                         |
|                                  |                                              |  |                      | Rudger ze Starhembergu                                                |  |  |  |  |  |  |  |                         |
|                                  |                                              |  |                      |                                                                       |  |  |  |  |  |  |  |                         |
|                                  | Ludvík ze Starhembergu                       |  |                      |                                                                       |  |  |  |  |  |  |  |                         |
|                                  |                                              |  |                      |                                                                       |  |  |  |  |  |  |  |                         |
|                                  |                                              |  |                      | Helena Székelyová z Kövendu                                           |  |  |  |  |  |  |  |                         |
|                                  |                                              |  |                      |                                                                       |  |  |  |  |  |  |  |                         |
|                                  | Marie Justýna ze Starhembergu                |  |                      |                                                                       |  |  |  |  |  |  |  |                         |
|                                  |                                              |  |                      |                                                                       |  |  |  |  |  |  |  |                         |
|                                  |                                              |  |                      | Felicián z Herbersteinu                                               |  |  |  |  |  |  |  |                         |
|                                  |                                              |  |                      |                                                                       |  |  |  |  |  |  |  |                         |
|                                  | Barbora z Herbersteinu                       |  |                      |                                                                       |  |  |  |  |  |  |  |                         |
|                                  |                                              |  |                      |                                                                       |  |  |  |  |  |  |  |                         |
|                                  |                                              |  |                      | Barbora z Hofkirchenu                                                 |  |  |  |  |  |  |  |                         |
|                                  |                                              |  |                      |                                                                       |  |  |  |  |  |  |  |                         |
| Adam František ze Schwarzenbergu |                                              |  |                      |                                                                       |  |  |  |  |  |  |  |                         |
|                                  |                                              |  |                      |                                                                       |  |  |  |  |  |  |  |                         |
|                                  |                                              |  | Karel Ludvík Sulzský |                                                                       |  |  |  |  |  |  |  |                         |
|                                  |                                              |  |                      |                                                                       |  |  |  |  |  |  |  |                         |
|                                  | Karel Ludvík Arnošt Sulzský                  |  |                      |                                                                       |  |  |  |  |  |  |  |                         |
|                                  |                                              |  |                      |                                                                       |  |  |  |  |  |  |  |                         |
|                                  |                                              |  |                      | Dorotea Kateřina ze Saynu                                             |  |  |  |  |  |  |  |                         |
|                                  |                                              |  |                      |                                                                       |  |  |  |  |  |  |  |                         |
|                                  | Jan Ludvík II. Sulzský                       |  |                      |                                                                       |  |  |  |  |  |  |  |                         |
|                                  |                                              |  |                      |                                                                       |  |  |  |  |  |  |  |                         |
|                                  |                                              |  |                      | Karel II. Hohenzollernsko-Sigmaringenský                              |  |  |  |  |  |  |  |                         |
|                                  |                                              |  |                      |                                                                       |  |  |  |  |  |  |  |                         |
|                                  | Marie Alžběta Hohenzollernsko-Sigmaringenská |  |                      |                                                                       |  |  |  |  |  |  |  |                         |
|                                  |                                              |  |                      |                                                                       |  |  |  |  |  |  |  |                         |
|                                  |                                              |  |                      | Elisabeth von Pallandt-Culemborg                                      |  |  |  |  |  |  |  |                         |
|                                  |                                              |  |                      |                                                                       |  |  |  |  |  |  |  |                         |
|                                  | Marie Anna Sulzská                           |  |                      |                                                                       |  |  |  |  |  |  |  |                         |
|                                  |                                              |  |                      |                                                                       |  |  |  |  |  |  |  |                         |
|                                  |                                              |  |                      | Jan Jiří z Königseggu                                                 |  |  |  |  |  |  |  |                         |
|                                  |                                              |  |                      |                                                                       |  |  |  |  |  |  |  |                         |
|                                  | Jan Jiří z Königseggu                        |  |                      |                                                                       |  |  |  |  |  |  |  |                         |
|                                  |                                              |  |                      |                                                                       |  |  |  |  |  |  |  |                         |
|                                  |                                              |  |                      | Kunhuta Waldbursko-Zeilsko-Wolfeggská                                 |  |  |  |  |  |  |  |                         |
|                                  |                                              |  |                      |                                                                       |  |  |  |  |  |  |  |                         |
|                                  | Maria Alžběta z Königsegg-Aulendorfu         |  |                      |                                                                       |  |  |  |  |  |  |  |                         |
|                                  |                                              |  |                      |                                                                       |  |  |  |  |  |  |  |                         |
|                                  |                                              |  |                      | Kašpar z Hohenemsu                                                    |  |  |  |  |  |  |  |                         |
|                                  |                                              |  |                      |                                                                       |  |  |  |  |  |  |  |                         |
|                                  | Eleonore z Hohenemsu                         |  |                      |                                                                       |  |  |  |  |  |  |  |                         |
|                                  |                                              |  |                      |                                                                       |  |  |  |  |  |  |  |                         |
|                                  |                                              |  |                      | Eleonore Philippine, Freiin von Welsperg und Primör                   |  |  |  |  |  |  |  |                         |
|                                  |                                              |  |                      |                                                                       |  |  |  |  |  |  |  |                         |